# Maria Waldmann
Maria Waldmann, née le 19 novembre 1845 à Vienne et morte le 6 novembre 1920 à Ferrare, est une mezzo-soprano autrichienne qui est connue pour son association avec Giuseppe Verdi.

## Biographie
Elle étudie avec Francesco Lamperti. Elle se consacre au répertoire italien de mezzo-soprano. Elle chante avec Teresa Stolz, en septembre 1869, dans une représentation de Don Carlo à Trieste. Par la suite, elle chante à Moscou et à La Scala de Milan où en 1871-72, elle apparaît dans La forza del destino et dans le rôle d'Amneris dans la première européenne d'Aida, le 8 février 1872. En dépit des réticences de Verdi à l'engager pour la première, elle devient son Amneris favorite. Durant la 1872-73, elle fait partie de la troupe artistique du théâtre San-Carlo, à Naples.
En 1874, Verdi l'utilise de nouveau pour le rôle de mezzo-soprano dans son Requiem, pour lequel il écrit le Liber scriptus, avec sa voix à l'esprit. Verdi l'apprécie particulièrement pour la couleur riche et sombre dans les parties basses de son registre de contralto. Verdi exploite cela avec un très bel effet dans le Liber scriptus, qui met l'accent sur le milieu et le bas du registre de la gamme de mezzo-soprano. Elle crée Le Requiem dans l'Église San Marco de Milan le 22 mai 1874 et au théâtre de La Scala, puis à Paris à l’Opéra-Comique où elle chante le Quid sum miser et le Recordare, duo pour soprano et mezzo soprano avec Teresa Stolz ; les deux artistes sont applaudies et l'auteur acclamé,
Durant la saison 1874-75, elle est prima donna au théâtre italien du Caire. Elle joue Amnéris au Théâtre italien de Paris le 20 avril 1876 avec pour partenaires Teresa Stolz, Angelo Masini (it), Francesco Pandolfini, Paolo Medini et Édouard de Reszké.
Maria Waldmann prend sa retraite de la scène très tôt, après son mariage avec le duc Galeazzo Massari (it), en 1877. Le Ménestrel rapporte « qu'elle n'a consenti à épouser le duc Massari que lorsqu'elle aurait gagné avec son talent — et sa voix — 200.000 francs, une fortune... pour l'époque. ». Elle devient duchesse Massari Zavaglia di Fabriago et vit avec lui au Palazzo Massari à Ferrare. Après son départ à la retraite, elle bénéficie de l'affection de Verdi et de son épouse pendant de nombreuses années encore et elle entretient une longue correspondance avec Verdi, presque jusqu'à sa mort.

## Sources
- (en) Eric Blom, Grove Dictionary of Music and Musicians, 1954, 5e éd..
- Le Ménestrel, Paris, 1833-1940 (lire en ligne), lire en ligne sur Gallica